# Tušovice
Tušovice (en allemand : Tuschowitz) est une commune du district de Příbram, dans la région de Bohême-Centrale, en République tchèque. Sa population s'élevait à 107 habitants en 2020.

## Géographie
Tušovice se trouve à 6 km au nord-est de Březnice, à 13 km au sud de Příbram et à 63 km au nord-est de Prague.
La commune est limitée par Tochovice et Těchařovice au nord, par Svojšice à l'est, par Nestrašovice au sud et par Starosedlský Hrádek à l'ouest.

## Histoire
La première mention écrite de la localité date de 1359.

## Transports
Par la route, Tušovice se trouve à 8,5 km de Březnice, à 18,5 km de Příbram et à 72 km de Prague.